# (1474) Beira
(1474) Beira ist ein Asteroid des Hauptgürtels, der am 20. August 1935 vom südafrikanischen Astronomen Cyril V. Jackson in Johannesburg entdeckt wurde.
Der Name des Asteroiden ist von der Stadt Beira in Mosambik abgeleitet.